# Rallye du Portugal 1981
Le Rallye du Portugal 1981 (15º Rallye de Portugal Vinho do Porto), disputé du 4 au 7 mars 1981, est la quatre-vingt-dixième manche du championnat du monde des rallyes (WRC) courue depuis 1973, et la troisième manche du championnat du monde des rallyes 1981.

## Contexte avant la course

### Le championnat du monde

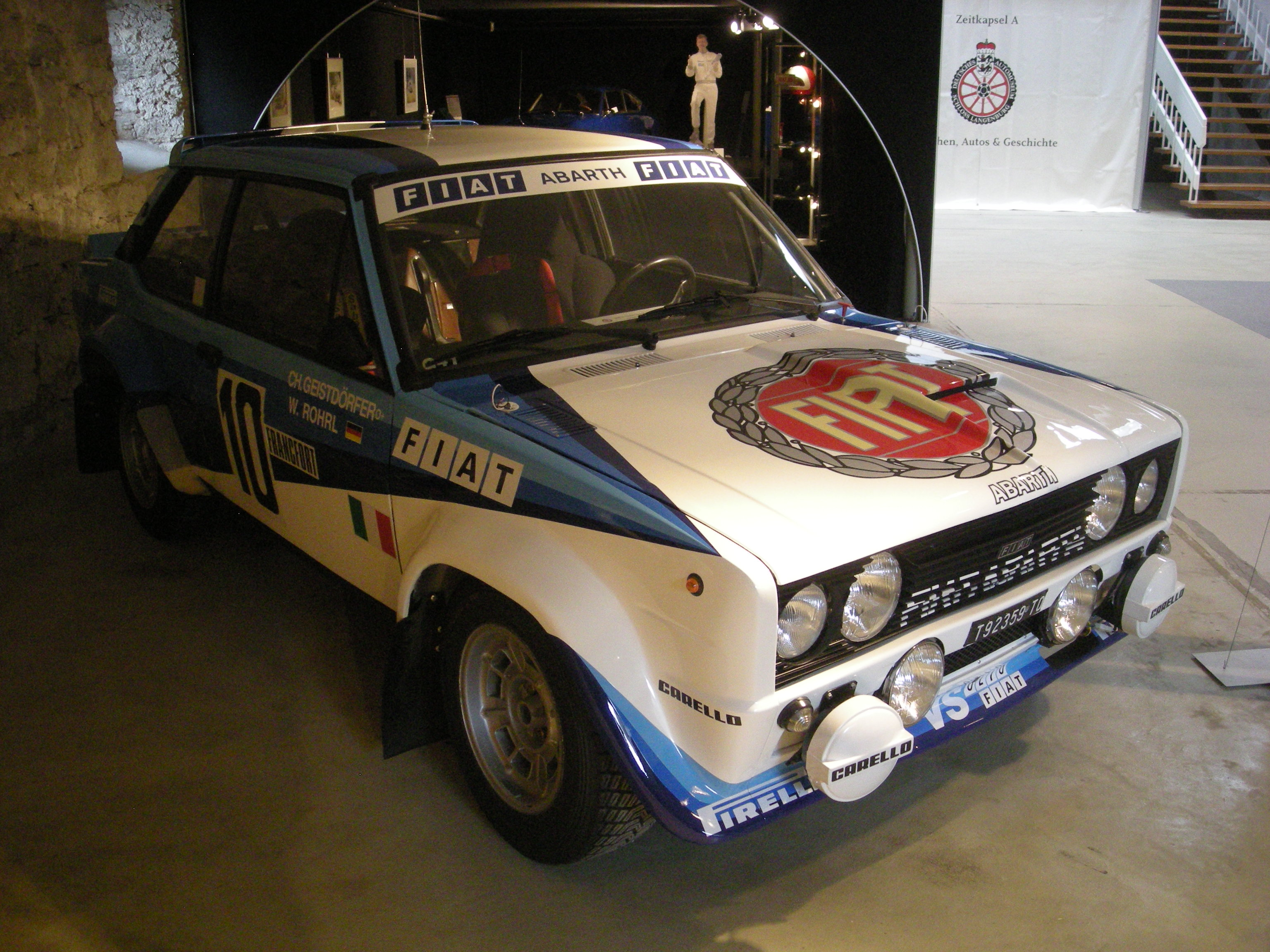
La 131 Abarth a dominé la saison 1980 et donné à Fiat un troisième titre mondial.

Ayant succédé en 1973 au championnat international des marques (en vigueur de 1970 à 1972), le championnat du monde des rallyes se dispute sur une douzaine de manches, dont les plus célèbres épreuves routières internationales, telles le Rallye Monte-Carlo, le Safari ou le RAC Rally. Parallèlement au championnat des constructeurs, la Commission Sportive Internationale (CSI) a depuis 1979 créé un véritable championnat des pilotes qui fait suite à la controversée Coupe des conducteurs instaurée en 1977, dont le calendrier incluait des épreuves de second plan. Pour la saison 1981, la CSI a une nouvelle fois exclu la manche suédoise du championnat constructeurs, cette épreuve comptant uniquement pour le classement des pilotes, tout comme le Rallye du Brésil promu cette année au rang mondial. Huit des douze manches du calendrier se disputent en Europe, deux en Afrique et deux en Amérique du Sud. Elles sont réservées aux voitures des catégories suivantes :
- Groupe 1 : voitures de tourisme de série
- Groupe 2 : voitures de tourisme spéciales
- Groupe 3 : voitures de grand tourisme de série
- Groupe 4 : voitures de grand tourisme spéciales

Après un troisième titre constructeurs remporté en 1980, Fiat remet cette année son titre en jeu, s'appuyant toujours sur sa 131 Abarth, une voiture qui dispute sa sixième saison. En plus de ses concurrents habituels (Talbot, Datsun, Ford et Toyota), le constructeur italien doit faire face à un nouvel adversaire, Audi, qui avec son coupé Quattro introduit le concept de la transmission intégrale sur une voiture de grand tourisme, un modèle qui a nettement dominé le dernier Rallye de Suède aux mains d'Hannu Mikkola.

### L'épreuve
C’est en 1967 que César Torres organisa le premier rallye du Portugal, épreuve mixte alternant terre et asphalte qui grâce à son organisation sans faille et son parcours sélectif intégra dès 1970 la calendrier du championnat d'Europe des rallyes. Depuis 1973, le rallye du Portugal, sous le patronage de la TAP, est l’une des manches les plus prisées du championnat du monde. Markku Alén y détient le record de victoires, après trois succès en 1975, 1977 et 1978, tous acquis sur Fiat.

## Le parcours
- départ : 4 mars 1981 d'Estoril
- arrivée : 7 mars 1981 à Estoril

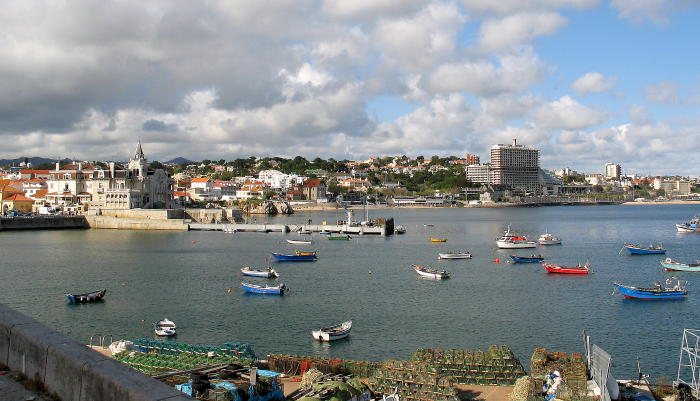
La station balnéaire d'Estoril, ville départ et arrivée du rallye du Portugal

- distance : 2571 km dont 680,5 km sur 46 épreuves spéciales
- surface des épreuves spéciales : asphalte (42%) et terre (58%)
- Parcours divisé en quatre étapes[3]

### Première étape
- Estoril - Figueira da Foz - Póvoa de Varzim, du 4 au 5 mars
- distance : 915,5 km dont 186,5 km sur 16 épreuves spéciales
- surface des épreuves spéciales : asphalte (32%) et terre (68%)

### Deuxième étape
- Póvoa de Varzim - Póvoa de Varzim, le 5 mars
- distance : 344 km dont 106 km sur 6 épreuves spéciales
- surface des épreuves spéciales : terre

### Troisième étape
- Póvoa de Varzim - Viseu - Estoril, du 6 au 7 mars
- distance : 1 103,5 km dont 322 km sur 15 épreuves spéciales
- surface des épreuves spéciales : asphalte (5%) et terre (95%)

### Quatrième étape
- Estoril - Estoril, le 7 mars
- distance : 208 km dont 66 km sur 9 épreuves spéciales
- surface des épreuves spéciales : asphalte

## Les forces en présence
- Fiat

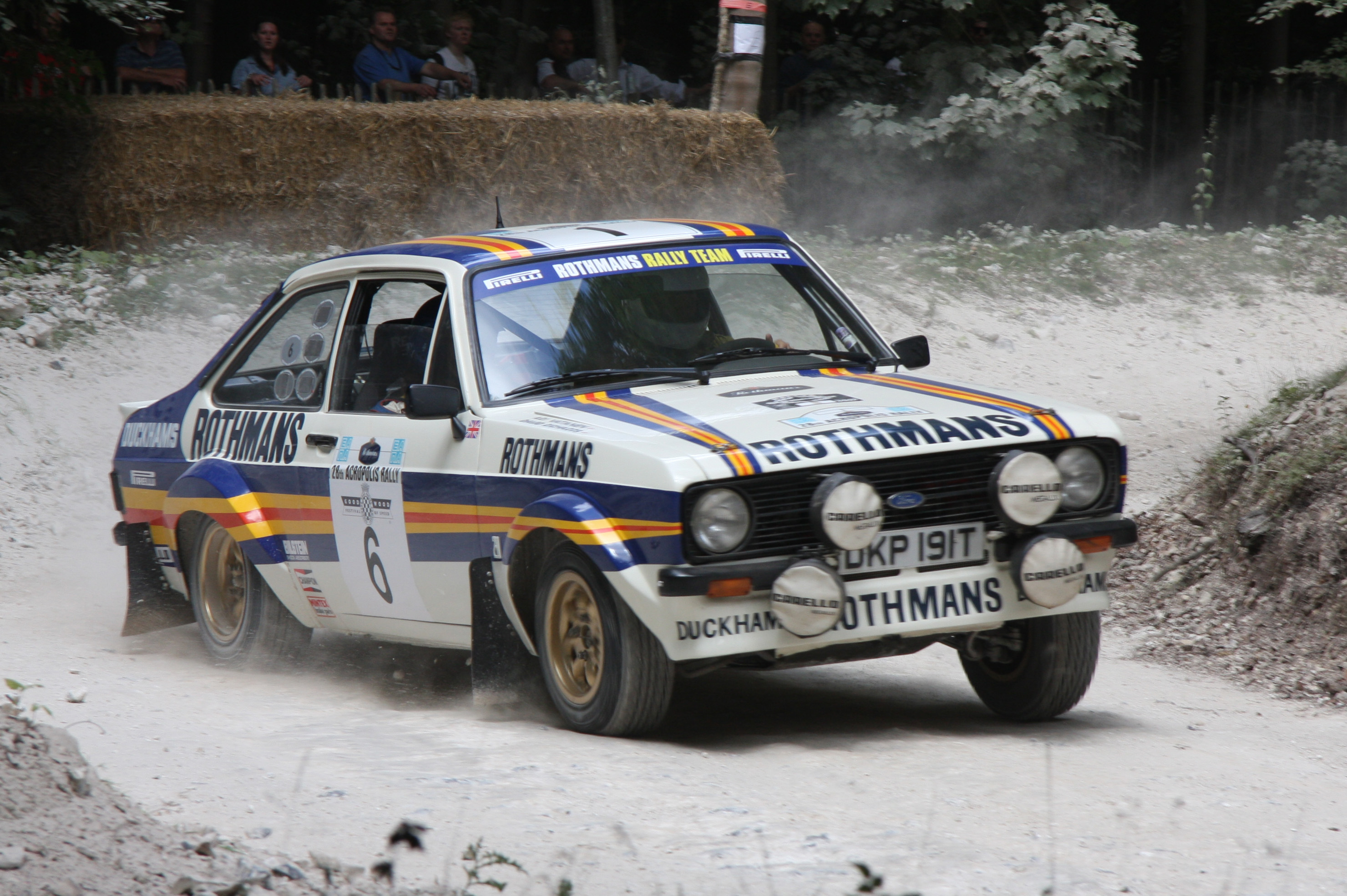
Une Ford Escort RS1800 groupe 4 aux couleurs Rothmans lors d'une course historique.

La marque italienne est présente avec trois 131 Abarth groupe 4 confiées à Markku Alén, Attilio Bettega et Dario Cerrato. En configuration 'terre', ces voitures pèsent 1020 kg en ordre de marche. Leur moteur deux litres seize soupapes à injection Kugelfischer développe plus de 230 chevaux à 7500 tr/min. Elles sont équipées de pneus Pirelli.
- Ford

L'équipe Rothmans a engagé deux Escort RS1800 groupe 4 pour Ari Vatanen et Malcolm Wilson. Préparées chez David Sutton, elles sont dotées d'un moteur deux litres alimenté par carburateurs, d'une puissance de 265 chevaux à 8500 tr/min. Renforcées pour les épreuves sur terre, elles pèsent 1040 kg et sont chaussées de pneus Pirelli. Le Team Yokohama aligne deux modèles identiques pour Andrew Cowan et Kenjirō Shinozuka, les pneus du manufacturier japonais étant montés sur des jantes Advan, une sous-marque du groupe. La marque est également présente en groupe 2 avec notamment l'Escort RS engagée par Diabolique Motorsport pour le pilote espagnol Rafael 'Cid', et surtout en groupe 1, catégorie dans laquelle Carlos Torres et Mário Silva, sur leurs Escort RS2000, font partie des favoris.
- Talbot

La filiale britannique du constructeur européen aligne deux Sunbeam Lotus groupe 2 pour Guy Fréquelin et Henri Toivonen. Favorites de leur catégorie, elles pèsent environ une tonne et sont munies d'un moteur quatre cylindres seize soupapes de 2200 cm3 alimenté par deux carburateurs double-corps développant près de 250 chevaux. Elles utilisent des pneus Michelin.
- Audi

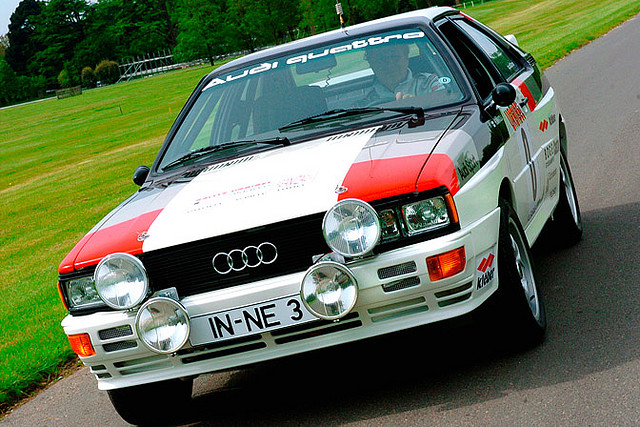
L'Audi Quattro, première GT à transmission intégrale.

Le constructeur d'Ingolstadt a préparé deux Quattro groupe 4 à quatre roues motrices pour Hannu Mikkola et Michèle Mouton. Les voitures sont neuves et configurées pour les épreuves sur terre. Ces coupés sont équipés d'un moteur cinq cylindres de 2144 cm3 avec système d'injection directe, suralimenté par un turbo-compresseur KKK. Mikkola dispose de la dernière évolution avec arbre à cames modifié et pression de turbo augmentée, délivrant 340 chevaux. Michèle Mouton conserve la première version de ce moteur (environ 310 chevaux), mais bénéficie d'une voiture plus légère (1190 kg contre 1230 pour celle de son coéquipier). Les Audi utilisent des pneus Kléber.
- Datsun

La filiale européenne du constructeur japonais a engagé une Violet GT groupe 4 (environ 1000 kg, moteur quatre cylindres deux litres seize soupapes, 225 chevaux) pour Timo Salonen et deux 160J groupe 2 (version huit soupapes du moteur deux litres, 190 chevaux) pour Tony Pond et le pilote local António Santinho Mendes. Elles sont équipées de pneus Dunlop.
- Toyota

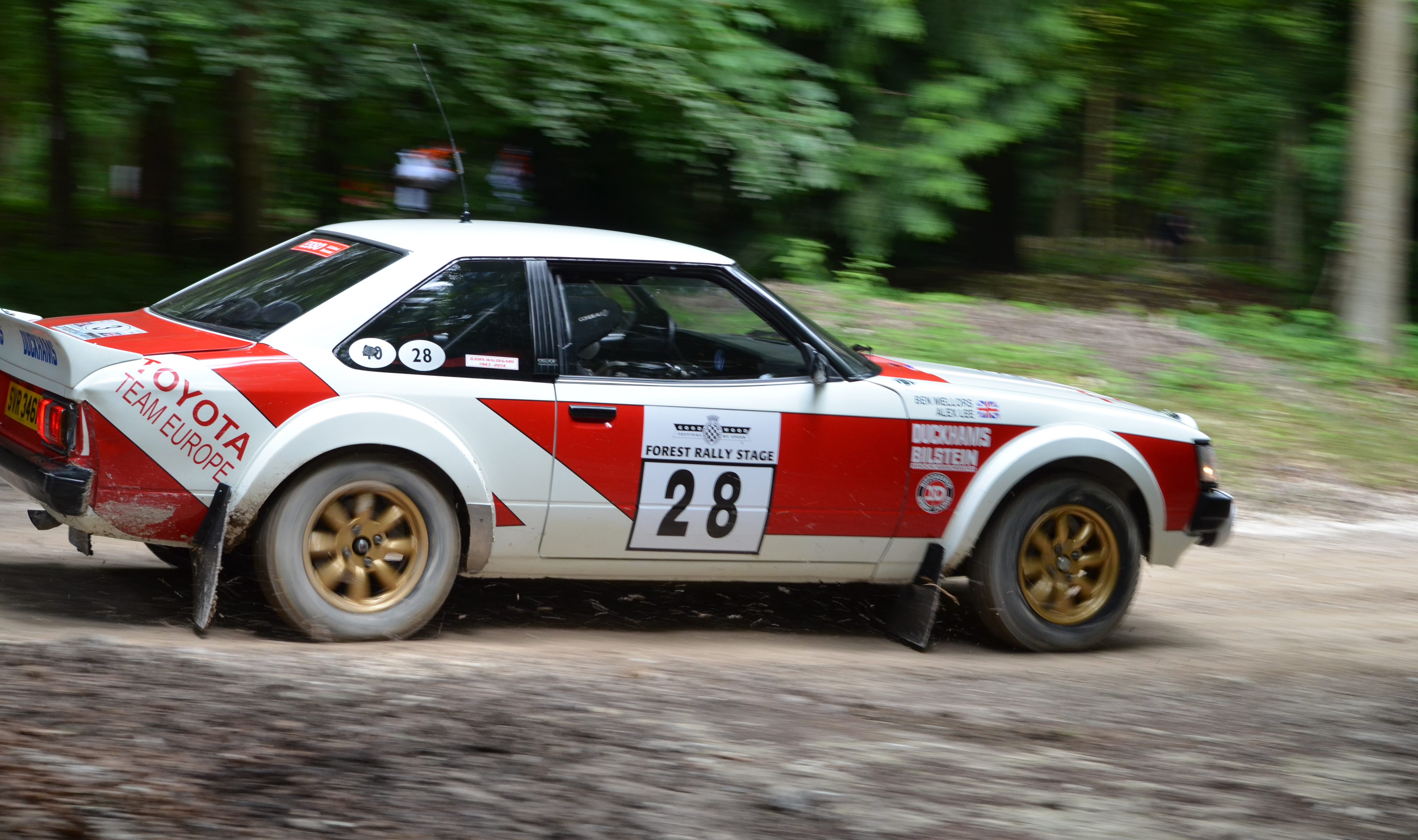
Un coupé Toyota Celica 2000 GT groupe 4.

Le Toyota Team Europe aligne deux coupés Celica 2000 GT groupe 4 pour Björn Waldegård et Per Eklund. Ces voitures pèsent 1040 kg en ordre de marche et leur moteur quatre cylindres deux litres à seize soupapes, alimenté par deux carburateurs Weber double-corps, développe 230 chevaux. Elles sont chaussées de pneus Pirelli. Engagé à titre privé, le pilote allemand Achim Warmbold dispose d'un modèle identique, sous le patronage de Castrol.
- Opel

Publimmo Racing a engagé une Ascona 400 groupe 4 pour Anders Kulläng. En configuration 'terre', cette voiture pèse environ 1100 kg. Son moteur quatre cylindres de 2420 cm3 de cylindrée a été développé chez Cosworth et délivre 240 chevaux. Kulläng utilise des pneus Michelin. La marque est également présente en groupe 2, avec notamment la Kadett GT/E de Joaquim Moutinho et en tourisme de série, 'Pêquêpê' s'avérant un des principaux adversaires de Torres et de Silva au volant de sa Kadett GT/E.
- Porsche

Jean-Luc Thérier dispose d'une Porsche 911 SC groupe 4 préparée chez Alméras Frès et patronnée par Éminence. Pesant environ 1150 kg, elle est équipée d'un moteur six cylindres de trois litres monté en porte-à-faux arrière développant 270 chevaux et chaussée de pneus Michelin.

## Déroulement de la course

### Première étape

#### Estoril - Figueira da Foz
Les 95 équipages s'élancent d'Estoril le mercredi matin, en direction du nord. Les premières épreuves spéciales, disputées sur asphalte, ne sont pas le terrain de prédilection des Audi Quattro, mais c'est cependant Hannu Mikkola qui s'y montre le plus rapide. Après les trois premiers secteurs chronométrés, il compte une près de dix secondes d’avance sur la Fiat de Markku Alén, la Ford Escort d'Ari Vatanen et la Talbot d'Henri Toivonen, groupées à la deuxième place. Mais dans le second passage du secteur de Peninha, Alén sort de la route, probablement à cause d'une crevaison lente à l'avant. Après un petit vol plané, la 131 Abarth atterrit à contre-sens, la carrosserie endommagée du côté avant droit, mais surtout avec une roue arrachée. L'équipage sort de la spéciale en marche arrière et est prêt à renoncer mais les mécaniciens de l'équipe d'assistance rapide parviennent à effectuer une réparation sommaire en prélevant la suspension avant de la Fiat Ritmo du directeur d'équipe. Alén peut repartir, ayant perdu moins de deux minutes et demie. Il plonge néanmoins à la trente-cinquième place au classement général. La remise en état complète de la voiture se fera progressivement aux cours des assistances suivantes. Parti une minute après, Mikkola a dû lever le pied et a perdu un peu de temps pour éviter la Fiat ; il conserve néanmoins le commandement de la course, avec sept secondes d'avance sur Vatanen et Toivonen, les plus rapides dans cette spéciale.
Mikkola se montre à nouveau le plus rapide dans les deux spéciales suivantes et rejoint le parc fermé de Figueira da Foz avec une dix-sept secondes d'avance sur Vatanen et le double sur Toivonen. La situation est plus critique pour sa coéquipière Michèle Mouton, handicapée par des problèmes de freins, qui ne figure plus parmi les dix premiers équipages. Talonnant Toivonen, Attilio Bettega (Fiat) et Jean-Luc Thérier (Porsche sont en lutte pour la quatrième place, séparés de deux secondes. La voiture d'Alén a été parfaitement réparée et le pilote finlandais est déjà remonté en vingt-cinquième position.

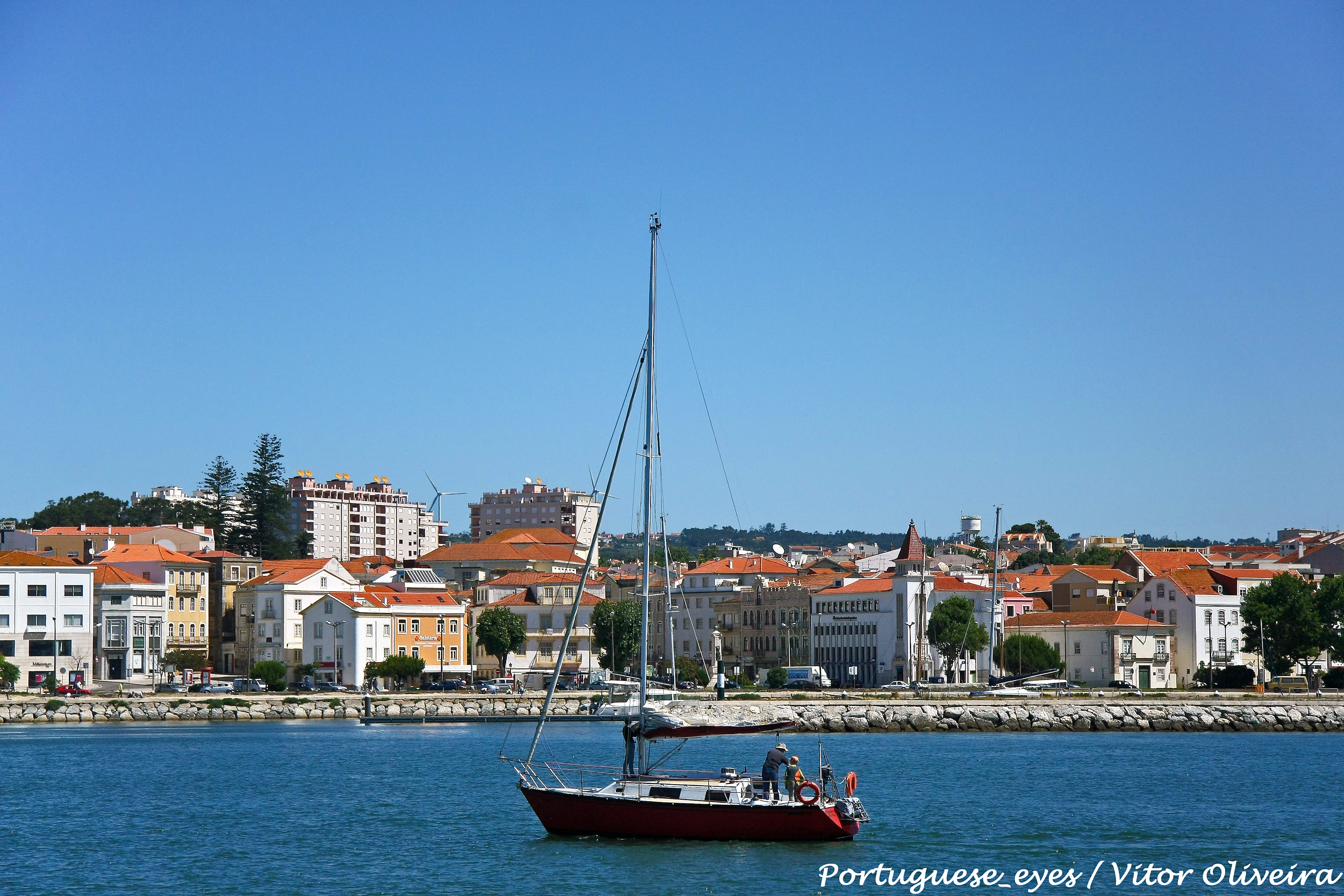
Figueira da Foz, une pause sur le parcours de la première étape.

| Pos. | Pilote           | Copilote            | Voiture               | Groupe | Temps       | Écart        |
| ---- | ---------------- | ------------------- | --------------------- | ------ | ----------- | ------------ |
| 1    | Hannu Mikkola    | Arne Hertz          | Audi Quattro          | 4      | 20 min 47 s |              |
| 2    | Ari Vatanen      | David Richards      | Ford Escort RS1800    | 4      | 21 min 04 s | + 17 s       |
| 3    | Henri Toivonen   | Fred Gallagher      | Talbot Sunbeam Lotus  | 2      | 21 min 21 s | + 34 s       |
| 4    | Attilio Bettega  | Maurizio Perissinot | Fiat 131 Abarth       | 4      | 21 min 22 s | + 35 s       |
| 5    | Jean-Luc Thérier | Michel Vial         | Porsche 911 SC        | 4      | 21 min 24 s | + 37 s       |
| 6    | Dario Cerrato    | Luciano Guizzardi   | Fiat 131 Abarth       | 4      | 21 min 28 s | + 41 s       |
| 7    | Björn Waldegård  | Hans Thorszelius    | Toyota Celica 2000 GT | 4      | 21 min 32 s | + 45 s       |
| 8    | Guy Fréquelin    | Jean Todt           | Talbot Sunbeam Lotus  | 2      |             |              |
| 25   | Markku Alén      | Ilkka Kivimäki      | Fiat 131 Abarth       | 4      | 23 min 23 s | + 2 min 36 s |

#### Figueira da Foz - Póvoa de Varzim
Les concurrents repartent de Figueira da Foz après quelques heures de pause. Cette seconde partie de l'étape se court principalement sur terre, et Mikkola va en profiter pour nettement accroître son avance sur ses adversaires directs, Alén et lui se montrant les plus rapides sur la majorité des épreuves chronométrées. L'étape s'achève sous la pluie, Mikkola ralliant Póvoa de Varzim avec près de deux minutes d'avance sur Vatanen. Troisième, Toivonen, qui domine nettement le groupe 2, est vingt-cinq secondes plus loin. Les autres concurrents, emmenés par Bettega, sont déjà à plus de deux minutes et demie. Grâce à ses excellentes performances, Alén est remonté en cinquième position, à seulement huit secondes de son coéquipier. Handicapé par le mauvais comportement de sa Porsche sur la terre, Thérier a rétrogradé à la septième place, derrière la Talbot de Guy Fréquelin. Michèle Mouton, victime du mauvais fonctionnement du moteur de son Audi qui est loin de délivrer toute sa puissance, n'occupe que le onzième rang, avec près de huit minutes de retard. En tourisme de série, c'est le pilote local 'Pêquêpê' (Opel Kadett) qui est en tête, les favoris Carlos Torres et Mário Silva (tous deux sur Ford Escort) ayant chacun perdu plus de vingt-cinq minutes sur sortie de route. Trente-sept équipages ont déjà abandonné, parmi lesquels Anders Kulläng, joint de culasse claqué sur son Opel, et Achim Warmbold, tombé en panne sèche avec sa Toyota.
| Pos. | Pilote                  | Copilote            | Voiture               | Groupe | Temps           | Écart         |
| ---- | ----------------------- | ------------------- | --------------------- | ------ | --------------- | ------------- |
| 1    | Hannu Mikkola           | Arne Hertz          | Audi Quattro          | 4      | 2 h 06 min 59 s |               |
| 2    | Ari Vatanen             | David Richards      | Ford Escort RS1800    | 4      | 2 h 08 min 47 s | + 1 min 48 s  |
| 3    | Henri Toivonen          | Fred Gallagher      | Talbot Sunbeam Lotus  | 2      | 2 h 09 min 12 s | + 2 min 13 s  |
| 4    | Attilio Bettega         | Maurizio Perissinot | Fiat 131 Abarth       | 4      | 2 h 09 min 36 s | + 2 min 37 s  |
| 5    | Markku Alén             | Ilkka Kivimäki      | Fiat 131 Abarth       | 4      | 2 h 09 min 44 s | + 2 min 45 s  |
| 6    | Guy Fréquelin           | Jean Todt           | Talbot Sunbeam Lotus  | 2      | 2 h 10 min 44 s | + 3 min 45 s  |
| 7    | Jean-Luc Thérier        | Michel Vial         | Porsche 911 SC        | 4      | 2 h 11 min 28 s | + 4 min 29 s  |
| 8    | Dario Cerrato           | Luciano Guizzardi   | Fiat 131 Abarth       | 4      | 2 h 11 min 30 s | + 4 min 31 s  |
| 9    | Björn Waldegård         | Hans Thorszelius    | Toyota Celica 2000 GT | 4      | 2 h 11 min 35 s | + 4 min 36 s  |
| 10   | Per Eklund              | Ragnar Spjuth       | Toyota Celica 2000 GT | 4      | 2 h 14 min 56 s | + 7 min 57 s  |
| 11   | Michèle Mouton          | Fabrizia Pons       | Audi Quattro          | 4      | 2 h 14 min 58 s | + 7 min 59 s  |
| 12   | Malcolm Wilson          | Terry Harryman      | Ford Escort RS1800    | 4      | 2 h 16 min 25 s | + 9 min 26 s  |
| 13   | Timo Salonen            | Seppo Harjanne      | Datsun Violet GT      | 4      | 2 h 18 min 05 s | + 11 min 06 s |
| 14   | Tony Pond               | Ian Grindrod        | Datsun 160J PA10      | 2      | 2 h 19 min 26 s | + 12 min 27 s |
| 15   | António Santinho Mendes | Filipe Lopes        | Datsun 160J PA10      | 2      | 2 h 24 min 30 s | + 17 min 31 s |

### Deuxième étape
Les cinquante-huit concurrents restant en course repartent de Póvoa de Varzim le jeudi à la tombée de la nuit, pour une double boucle comprenant trois épreuves spéciales à disputer chacune deux fois. Les pistes sont boueuses et Mikkola creusee encore l'écart sur ses adversaires, achevant l'étape avec désormais plus de trois minutes d'avance sur Vatanen et plus de quatre sur Toivonen, toujours largement en tête du groupe 2. Dès le premier passage dans le secteur d'Arcos, Alén a dépossédé son coéquipier Bettega de sa quatrième place, avant que celui-ci n'abandonne au second passage de ce même tronçon, moteur cassé. Tombée en panne dans la dernière épreuve spéciale, Michèle Mouton a perdu plus de dix minutes avant que le boîtier électronique de son Audi ne soit remplacé. Elle pointe désormais à la douzième place, à plus de vingt minutes de son coéquipier. En tourisme de série, 'Pêquêpê' conserve une belle marge de sécurité sur ses adversaires. Onze équipages ont abandonné au cours de la nuit.

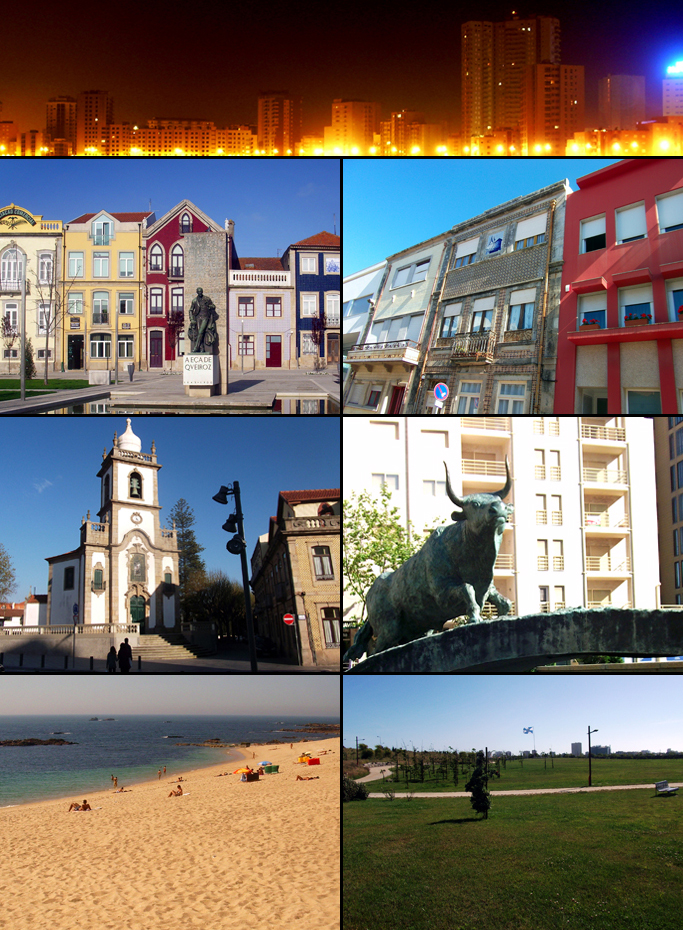
La deuxième étape du rallye du Portugal se déroule dans la région de Póvoa de Varzim, au nord du pays.

| Pos. | Pilote                  | Copilote          | Voiture               | Groupe | Temps           | Écart         |
| ---- | ----------------------- | ----------------- | --------------------- | ------ | --------------- | ------------- |
| 1    | Hannu Mikkola           | Arne Hertz        | Audi Quattro          | 4      | 3 h 31 min 17 s |               |
| 2    | Ari Vatanen             | David Richards    | Ford Escort RS1800    | 4      | 3 h 34 min 24 s | + 3 min 07 s  |
| 3    | Henri Toivonen          | Fred Gallagher    | Talbot Sunbeam Lotus  | 2      | 3 h 35 min 39 s | + 4 min 22 s  |
| 4    | Markku Alén             | Ilkka Kivimäki    | Fiat 131 Abarth       | 4      | 3 h 37 min 45 s | + 6 min 28 s  |
| 5    | Guy Fréquelin           | Jean Todt         | Talbot Sunbeam Lotus  | 2      | 3 h 38 min 23 s | + 7 min 06 s  |
| 6    | Björn Waldegård         | Hans Thorszelius  | Toyota Celica 2000 GT | 4      | 3 h 42 min 14 s | + 10 min 57 s |
| 7    | Jean-Luc Thérier        | Michel Vial       | Porsche 911 SC        | 4      | 3 h 42 min 48 s | + 11 min 31 s |
| 8    | Per Eklund              | Ragnar Spjuth     | Toyota Celica 2000 GT | 4      | 3 h 45 min 22 s | + 14 min 05 s |
| 9    | Dario Cerrato           | Luciano Guizzardi | Fiat 131 Abarth       | 4      | 3 h 47 min 39 s | + 16 min 22 s |
| 10   | Timo Salonen            | Seppo Harjanne    | Datsun Violet GT      | 4      | 3 h 49 min 54 s | + 18 min 37 s |
| 11   | Tony Pond               | Ian Grindrod      | Datsun 160J PA10      | 2      | 3 h 52 min 02 s | + 20 min 45 s |
| 12   | Michèle Mouton          | Fabrizia Pons     | Audi Quattro          | 4      | 3 h 52 min 19 s | + 21 min 02 s |
| 13   | António Santinho Mendes | Filipe Lopes      | Datsun 160J PA10      | 2      | 3 h 59 min 24 s | + 28 min 07 s |
| 14   | Andrew Cowan            | Peter O'Gorman    | Ford Escort RS1800    | 4      | 4 h 04 min 24 s | + 33 min 07 s |
| 15   | Rafael 'Cid'            | Miguel Oliveira   | Ford Escort RS1800    | 2      | 4 h 08 min 54 s | + 37 min 37 s |

### Troisième étape
Les quarante-sept équipages restant en course repartent dans la journée du vendredi pour la plus longue des étapes, qui doit les ramener dans la région de Lisbonne. Si le premier secteur chronométré, disputé sur asphalte, n'apporte aucun changement significatif, la situation évolue dans le secteur de Cabreira : Toivonen y perd plus de cinq minutes à cause d'une crevaison, et tombe à la quatrième place derrière Alén. Tony Pond, qui sur sa Datsun évoluait à la onzième place juste devant Michèle Mouton, sort de la route et perd près de neuf minutes, rétrogradant de quelques places au classement général. Mikkola commence à avoir des problèmes de surchauffe moteur, à cause de l’aplatissement de sa ligne d'échappement, endommagée à force de racler le sol. Malgré cela, le pilote Audi reste le plus rapide, et son avance sur Vatanen s'élève maintenant à près de quatre minutes. Il la porte à plus de cinq dans la spéciale de Senhora da Graça, longue de quarante kilomètres, Vatanen ayant concédé un peu de temps à cause d'une crevaison. Fréquelin a perdu plus d'un quart d'heure à cause d'une sortie de route, il perdra quatorze minutes de plus sur le parcours routier pour faire réparer la direction de sa Talbot, plongeant de la cinquième à la neuvième place au classement général. Timo Salonen, qui était remonté à la septième place, perd également près d'un quart d'heure pour faire remplacer la boîte de vitesses de sa Datsun, bloquée en cinquième. Ce tronçon difficile met un terme aux espoirs de Thérier (problème d'alimentation d'essence), de Per Eklund, sorti de la route au volant de sa Toyota, de Dario Cerrato (suspension arrière brisée sur sa Fiat) et d'Andrew Cowan, qui a cassé la boîte de vitesses de son Escort.

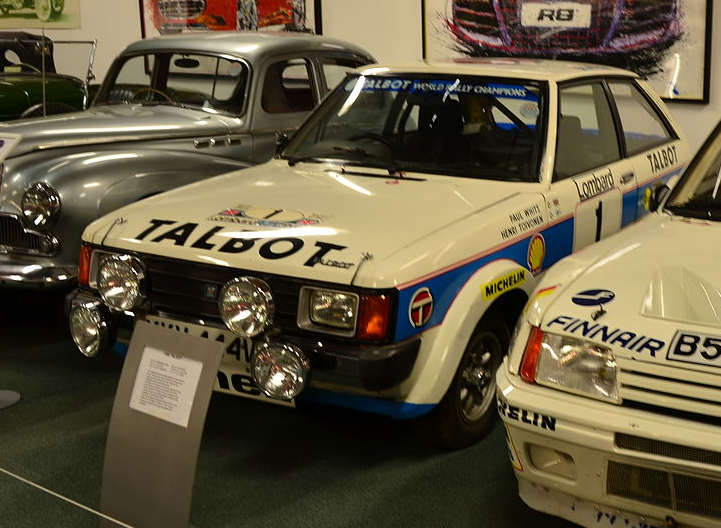
Grâce à sa magnifique performance dans la spéciale de Viseu, la Talbot-Lotus d'Henri Toivonen (photo) est revenue à deux secondes de la Fiat de Markku Alén.

Alors qu'à la régulière Mikkola ne peut plus être rejoint, le moteur de l'Audi de tête s'éteint soudain dans le secteur de Marão, piston crevé. Vatanen s'empare de la première place de l'épreuve, avec près de cinq minutes d'avance sur Alén, lui-même talonné par Toivonen à vingt secondes. C'est désormais Björn Waldegård qui occupe le quatrième rang sur sa Toyota, le pilote suédois comptant dix minutes de retard, tandis que Michèle Mouton est remontée à la cinquième place, devant Tony Pond. Vatanen ne va cependant pas profiter longtemps de sa position : dans la spéciale suivante, courue sur asphalte, son copilote David Richards se trompe de page dans ses notes et l'Escort aborde un virage serré cinquante kilomètres à l'heure trop vite. La sortie de route est inévitable, la voiture achevant sa course dans les vignes. L'équipage est indemne, mais ne peut repartir. C'est donc Alén qui prend le commandement de l'épreuve, avec près de trente secondes d'avance sur Toivonen et plus de cinq minutes sur Waldegård. La lutte est alors très serrée entra les deux premiers, Toivonen grignotant quelques secondes sur son adversaire dans le secteur d'Armamar où Michèle Mouton, dont le moteur fonctionne enfin correctement se montre la plus rapide. Dans les deux tronçons suivants, les deux pilotes finlandais font pratiquement jeu égal mais dans la spéciale de Viseu Toivonen attaque très fort et reprend près de vingt secondes à Alen, revenant à deux secondes de la Fiat. Le public s'attend à une rude empoignade sur les quarante-trois kilomètres du difficile tronçon d'Arganil. L'affrontement va cependant tourner court, à cause du bris d'un moyeu du pont arrière de la Talbot de Toivonen ; le pilote va perdre plus de six minutes dans ce secteur, puis quatre de pénalisation routière pour le temps perdu lors de la réparation au point d'assistance. Il conserve néanmoins sa deuxième place (Waldegård ayant alors écopé de cinq minutes de pénalisation lors du remplacement de sa boîte de vitesses) mais, comptant plus de dix minutes de retard, a perdu toute chance de revenir sur son rival. Sauf incident, Alén a désormais course gagnée. Les cinq dernières épreuves avant Estoril n'apportent aucun changement, Alén ralliant la station balnéaire avec toujours plus de dix minutes d'avance sur Toivonen et plus de quinze sur Waldegård. Malgré tous ses problèms durant les deux premières étapes, Michèle Mouton occupe la quatrième place, avec vingt-trois minutes de retard. La Française devance Pond et Fréquelin. Toujours largement en tête du groupe 1, 'Pêquêpê' est maintenant huitième du classement général.
| Pos. | Pilote            | Copilote         | Voiture               | Groupe | Temps           | Écart             |
| ---- | ----------------- | ---------------- | --------------------- | ------ | --------------- | ----------------- |
| 1    | Markku Alén       | Ilkka Kivimäki   | Fiat 131 Abarth       | 4      | 7 h 39 min 23 s |                   |
| 2    | Henri Toivonen    | Fred Gallagher   | Talbot Sunbeam Lotus  | 2      | 7 h 49 min 46 s | + 10 min 23 s     |
| 3    | Björn Waldegård   | Hans Thorszelius | Toyota Celica 2000 GT | 4      | 7 h 55 min 12 s | + 15 min 49 s     |
| 4    | Michèle Mouton    | Fabrizia Pons    | Audi Quattro          | 4      | 8 h 02 min 43 s | + 23 min 20 s     |
| 5    | Tony Pond         | Ian Grindrod     | Datsun 160J PA10      | 2      | 8 h 07 min 56 s | + 28 min 33 s     |
| 6    | Guy Fréquelin     | Jean Todt        | Talbot Sunbeam Lotus  | 2      | 8 h 25 min 51 s | + 46 min 28 s     |
| 7    | Rafael 'Cid'      | Miguel Oliveira  | Ford Escort RS1800    | 2      | 8 h 50 min 28 s | + 1 h 11 min 05 s |
| 8    | 'Pêquêpê'         | Miguel Vilar     | Opel Kadett GT/E      | 1      | 9 h 16 min 25 s | + 1 h 37 min 02 s |
| 9    | Joaquim Moutinho  | António Morais   | Opel Kadett GT/E      | 2      | 9 h 22 min 53 s | + 1 h 43 min 30 s |
| 10   | Kenjirō Shinozuka | Bryan Harris     | Ford Escort RS1800    | 4      | 9 h 28 min 38 s | + 1 h 49 min 15 s |
| 11   | Carlos Torres     | António Morais   | Ford Escort RS2000    | 1      | 9 h 33 min 53 s | + 1 h 54 min 30 s |
| 12   | Mário Silva       | Pedro de Almeida | Ford Escort RS2000    | 1      | 9 h 37 min 55 s | + 1 h 58 min 32 s |

### Quatrième étape
La courte dernière étape a lieu le samedi entre Estoril et Lisbonne, et se déroule entièrement sur asphalte. Les positions étant acquises, aucun pilote ne prend de risques et les positions en haut du classement vont rester figées au cours de la journée. Alén remporte son quatrième rallye du Portugal, loin devant Toivonen, brillant vainqueur du groupe 2, et Waldegård. S’étant montrée la plus rapide dans cinq des neuf épreuves spéciales, Michèle Mouton termine à la quatrième place, devant Pond et Fréquelin. Huitième, 'Pêquêpê' l'emporte en tourisme de série, avec plus d'un quart d'heure d’avance sur l'Escort de Carlos Torres, son plus dangereux adversaire dans la catégorie. Seuls vingt-quatre équipages sont à l'arrivée, soit seulement un quart des participants.

### Classements intermédiaires
Classements intermédiaires des pilotes après chaque épreuve spéciale

### Classement général

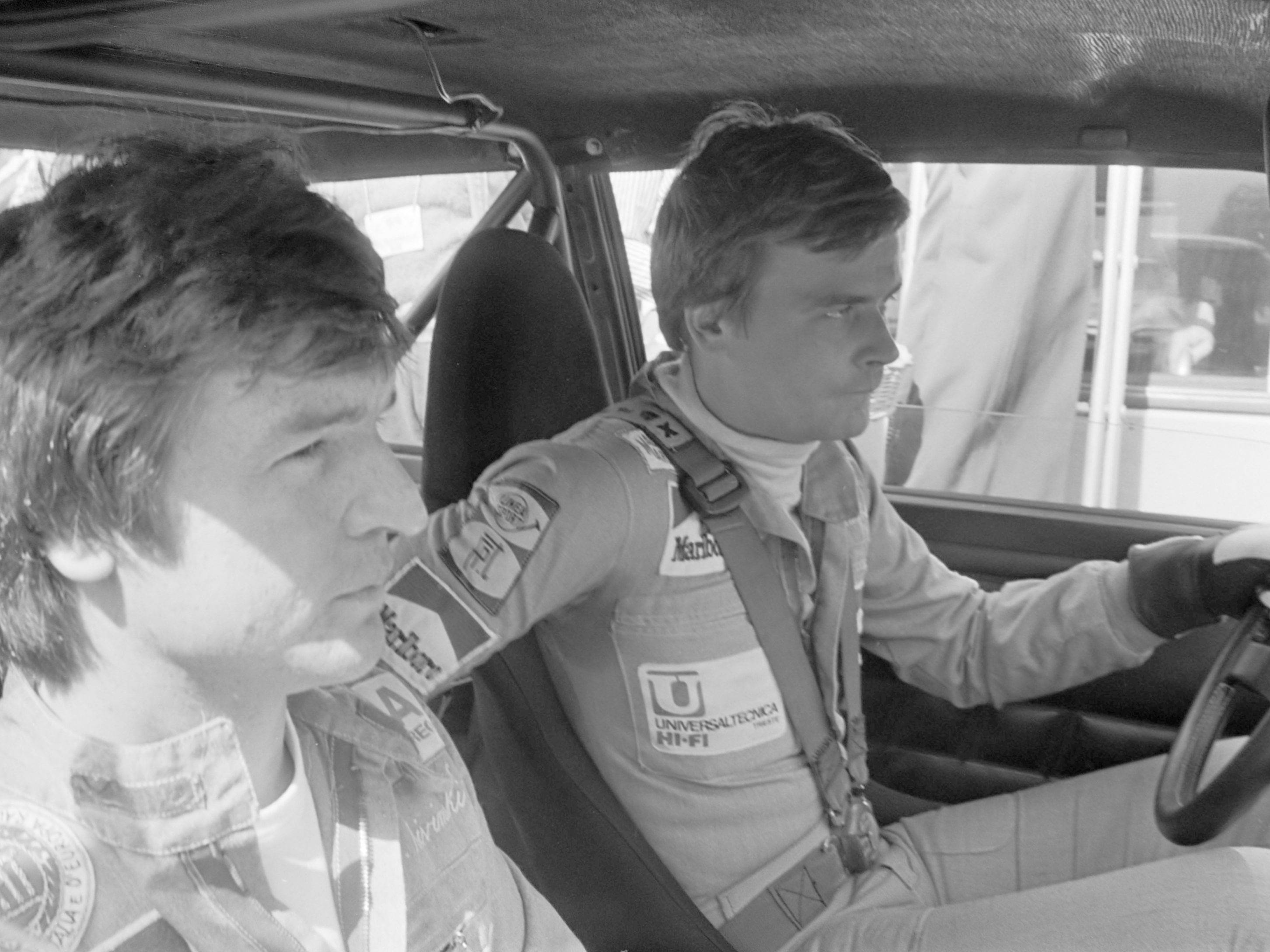
Quatrième victoire au Rallye du Portugal pour Markku Alén et Ilkka Kivimäki.

| Pos | No | Pilote            | Copilote         | Voiture               | Temps            | Écart             | Groupe |
| --- | -- | ----------------- | ---------------- | --------------------- | ---------------- | ----------------- | ------ |
| 1   | 1  | Markku Alén       | Ilkka Kivimäki   | Fiat 131 Abarth       | 8 h 27 min 26 s  |                   | 4      |
| 2   | 9  | Henri Toivonen    | Fred Gallagher   | Talbot Sunbeam Lotus  | 8 h 36 min 36 s  | + 9 min 10 s      | 2      |
| 3   | 4  | Björn Waldegård   | Hans Thorszelius | Toyota Celica 2000 GT | 8 h 43 min 47 s  | + 16 min 21 s     | 4      |
| 4   | 12 | Michèle Mouton    | Fabrizia Pons    | Audi Quattro          | 8 h 49 min 57 s  | + 22 min 31 s     | 4      |
| 5   | 14 | Tony Pond         | Ian Grindrod     | Datsun 160J PA10      | 8 h 57 min 39 s  | + 30 min 13 s     | 2      |
| 6   | 3  | Guy Fréquelin     | Jean Todt        | Talbot Sunbeam Lotus  | 9 h 17 min 52 s  | + 50 min 26 s     | 2      |
| 7   | 32 | Rafael 'Cid'      | Miguel Oliveira  | Ford Escort RS1800    | 9 h 48 min 03 s  | + 1 h 20 min 37 s | 2      |
| 8   | 45 | 'Pêquêpê'         | Miguel Vilar     | Opel Kadett GT/E      | 10 h 10 min 02 s | + 1 h 42 min 36 s | 1      |
| 9   | 28 | Joaquim Moutinho  | António Morais   | Opel Kadett GT/E      | 10 h 16 min 14 s | + 1 h 48 min 48 s | 2      |
| 10  | 31 | Kenjirō Shinozuka | Bryan Harris     | Ford Escort RS1800    | 10 h 22 min 04 s | + 1 h 54 min 38 s | 4      |

### Équipages de tête
- ES1 :  Hannu Mikkola -  Arne Hertz (Audi Quattro) &  Ari Vatanen -  David Richards (Ford Escort RS1800)
- ES2 à ES25 :  Hannu Mikkola -  Arne Hertz (Audi Quattro)
- ES26 :  Ari Vatanen -  David Richards (Ford Escort RS1800)
- ES27 à ES46 :  Markku Alén -  Ilkka Kivimäki (Fiat 131 Abarth)

### Vainqueurs d'épreuves spéciales
- Hannu Mikkola -  Arne Hertz (Audi Quattro) : 16 spéciales (ES 1 à 3, 5, 6, 10 à 14, 17, 19, 22 à 25)
- Henri Toivonen -  Fred Gallagher (Talbot Sunbeam Lotus) : 11 spéciales (ES 4, 21, 26, 30, 31, 34, 36, 37, 44 à 46)
- Markku Alén -  Ilkka Kivimäki (Fiat 131 Abarth) : 10 spéciales (ES 8, 9, 15, 27, 29, 32, 33, 35, 40, 44)
- Michèle Mouton -  Fabrizia Pons (Audi Quattro) : 7 spéciales (ES 28, 33, 38, 39, 41 à 43)
- Ari Vatanen -  David Richards (Ford Escort RS1800) : 5 spéciales (ES 1, 4, 16, 18, 20)
- Attilio Bettega -  Maurizio Perissinot (Fiat 131 Abarth) : 1 spéciale (ES 7)

## Résultats des principaux engagés
| No | Pilote                  | Copilote            | Voiture               | Groupe | Classement général                           | Class. groupe |
| -- | ----------------------- | ------------------- | --------------------- | ------ | -------------------------------------------- | ------------- |
| 1  | Markku Alén             | Ilkka Kivimäki      | Fiat 131 Abarth       | 4      | 1er                                          | 1er           |
| 2  | Hannu Mikkola           | Arne Hertz          | Audi Quattro          | 4      | ab. dans la 26e spéciale (piston)            | -             |
| 3  | Guy Fréquelin           | Jean Todt           | Talbot Sunbeam Lotus  | 2      | 6e à 50 min 26 s                             | 3e            |
| 4  | Björn Waldegård         | Hans Thorszelius    | Toyota Celica 2000 GT | 4      | 3e à 16 min 21 s                             | 2e            |
| 5  | Jean-Luc Thérier        | Michel Vial         | Porsche 911 SC        | 4      | ab. dans la 25e spéciale (alimentation)      | -             |
| 6  | Ari Vatanen             | David Richards      | Ford Escort RS1800    | 4      | ab. dans la 27e spéciale (sortie de route)   | -             |
| 7  | Anders Kulläng          | Bruno Berglund      | Opel Ascona 400       | 4      | ab. dans la 11e spéciale (joint de culasse)  | -             |
| 8  | Timo Salonen            | Seppo Harjanne      | Datsun Violet GT      | 4      | ab. dans la 26e spéciale (joint de culasse)  | -             |
| 9  | Henri Toivonen          | Fred Gallagher      | Talbot Sunbeam Lotus  | 2      | 2e à 9 min 10 s                              | 1er           |
| 10 | Per Eklund              | Ragnar Spjuth       | Toyota Celica 2000 GT | 4      | ab. dans la 25e spéciale (moteur)            | -             |
| 11 | Attilio Bettega         | Maurizio Perissinot | Fiat 131 Abarth       | 4      | ab. dans la 20e spéciale (moteur)            | -             |
| 12 | Michèle Mouton          | Fabrizia Pons       | Audi Quattro          | 4      | 4e à 22 min 31 s                             | 3e            |
| 14 | Tony Pond               | Ian Grindrod        | Datsun 160J PA10      | 2      | 5e à 30 min 13 s                             | 2e            |
| 15 | Malcolm Wilson          | Terry Harryman      | Ford Escort RS1800    | 4      | ab. dans la 22e spéciale (sortie de route)   | -             |
| 16 | Achim Warmbold          | Pierre Alessandri   | Toyota Celica 2000 GT | 4      | ab. dans la 15e spéciale (panne sèche)       | -             |
| 17 | Dario Cerrato           | Luciano Guizzardi   | Fiat 131 Abarth       | 4      | ab. dans la 25e spéciale (suspension)        | -             |
| 19 | Andrew Cowan            | Peter O'Gorman      | Ford Escort RS1800    | 4      | ab. dans la 25e spéciale (boîte de vitesses) | -             |
| 20 | Carlos Torres           | António Morais      | Ford Escort RS2000    | 1      | 11e à 1 h 57 min 17 s                        | 2e            |
| 21 | António Santinho Mendes | Filipe Lopes        | Datsun 160J PA10      | 2      | ab. dans la 25e spéciale (boîte de vitesses) | -             |
| 22 | Mário Silva             | Pedro de Almeida    | Ford Escort RS2000    | 1      | 12e à 1 h 58 min 24 s                        | 3e            |
| 26 | Américo Nunes           | João Cardoso        | Porsche 911 S         | 4      | ab. (double crevaison)                       | -             |
| 28 | Joaquim Moutinho        | António Morais      | Opel Kadett GT/E      | 2      | 9e à 1 h 48 min 48 ss                        | 5e            |
| 30 | Luís Paiva              | Vitor Oliveira      | Ford Escort RS2000    | 1      | 13e à 2 h 35 min 50 s                        | 4e            |
| 31 | Kenjirō Shinozuka       | Bryan Harris        | Ford Escort RS1800    | 4      | 10e à 1 h 54 min 38 s                        | 4e            |
| 32 | Rafael 'Cid'            | Miguel Oliveira     | Ford Escort RS1800    | 2      | 7e à 1 h 20 min 37 s                         | 4e            |
| 38 | Yves Loubet             | Toutàfond           | Ford Escort RS2000    | 1      | ab. dans la 1re spéciale (moteur)            | -             |
| 45 | 'Pêquêpê'               | Miguel Vilar        | Opel Kadett GT/E      | 1      | 8e à 1 h 42 min 36 s                         | 1er           |

## Classements des championnats à l'issue de la course

### Constructeurs
- attribution des points : 10, 9, 8, 7, 6, 5, 4, 3, 2, 1 respectivement aux dix premières marques de chaque épreuve, additionnés de 8, 7, 6, 5, 4, 3, 2, 1 respectivement aux huit premières de chaque groupe (seule la voiture la mieux classée de chaque constructeur marque des points). Les points de groupe ne sont attribués qu'aux concurrents ayant terminé dans les dix premiers au classement général.
- seuls les sept meilleurs résultats (sur dix épreuves) sont retenus pour le décompte final des points.

| Pos. | Marque  | Points | M-C  | POR  | SAF | COR | ACR | ARG | FIN | SAN | CIV | RAC |
| ---- | ------- | ------ | ---- | ---- | --- | --- | --- | --- | --- | --- | --- | --- |
| 1    | Talbot  | 34     | 9+8  | 9+8  |     |     |     |     |     |     |     |     |
| 2    | Fiat    | 26     | 4+4  | 10+8 |     |     |     |     |     |     |     |     |
| 2=   | Opel    | 26     | 8+7  | 3+8  |     |     |     |     |     |     |     |     |
| 4    | Renault | 18     | 10+8 | -    |     |     |     |     |     |     |     |     |
| 5    | Toyota  | 15     | -    | 8+7  |     |     |     |     |     |     |     |     |
| 5=   | Ford    | 15     | 3+3  | 4+5  |     |     |     |     |     |     |     |     |
| 7    | Audi    | 13     | -    | 7+6  |     |     |     |     |     |     |     |     |
| 7=   | Datsun  | 13     | -    | 6+7  |     |     |     |     |     |     |     |     |
| 9    | Lancia  | 10     | 5+5  | -    |     |     |     |     |     |     |     |     |
| 10   | Porsche | 4      | 2+2  | -    |     |     |     |     |     |     |     |     |

### Pilotes
- attribution des points : 20, 15, 12, 10, 8, 6, 4, 3, 2, 1 respectivement aux dix premiers de chaque épreuve.
- seuls les sept meilleurs résultats (sur douze épreuves) sont retenus pour le décompte final des points.

| Pos. | Pilote           | Marque        | Points | M-C | SUE | POR | SAF | COR | ACR | ARG | BRE | FIN | SAN | CIV | RAC |
| ---- | ---------------- | ------------- | ------ | --- | --- | --- | --- | --- | --- | --- | --- | --- | --- | --- | --- |
| 1    | Markku Alén      | Fiat          | 24     | 4   | -   | 20  |     |     |     |     |     |     |     |     |     |
| 2    | Henri Toivonen   | Talbot        | 23     | 8   | -   | 15  |     |     |     |     |     |     |     |     |     |
| 3    | Guy Fréquelin    | Talbot        | 21     | 15  | -   | 6   |     |     |     |     |     |     |     |     |     |
| 4    | Jean Ragnotti    | Renault       | 20     | 20  | -   | -   |     |     |     |     |     |     |     |     |     |
| 4=   | Hannu Mikkola    | Audi          | 20     | -   | 20  | -   |     |     |     |     |     |     |     |     |     |
| 4=   | Anders Kulläng   | Opel          | 20     | 10  | 10  | -   |     |     |     |     |     |     |     |     |     |
| 7    | Ari Vatanen      | Ford          | 15     | -   | 15  | -   |     |     |     |     |     |     |     |     |     |
| 7=   | Björn Waldegård  | Ford, Toyota¹ | 15     | 3   | -   | 12¹ |     |     |     |     |     |     |     |     |     |
| 9    | Jochi Kleint     | Opel          | 12     | 12  | -   | -   |     |     |     |     |     |     |     |     |     |
| 9=   | Pentti Airikkala | Ford          | 12     | -   | 12  | -   |     |     |     |     |     |     |     |     |     |
| 11   | Michèle Mouton   | Audi          | 10     | -   | -   | 10  |     |     |     |     |     |     |     |     |     |
| 12   | Stig Blomqvist   | Saab          | 8      | -   | 8   | -   |     |     |     |     |     |     |     |     |     |
| 12=  | Tony Pond        | Datsun        | 8      | -   | -   | 8   |     |     |     |     |     |     |     |     |     |
| 14   | Bernard Darniche | Lancia        | 6      | 6   | -   | -   |     |     |     |     |     |     |     |     |     |
| 14=  | Björn Johansson  | Opel          | 6      | -   | 6   | -   |     |     |     |     |     |     |     |     |     |